# Симетрична алгебра
У лінійній алгебрі і теорії кілець симетрична алгебра — алгебра над полем чи над кільцем, що є певною мірою узагальненням алгебри многочленів. Симетрична алгебра є підалгеброю тензорної алгебри і має багато спільних властивостей із зовнішньою алгеброю.

## Означення
Якщо {\displaystyle M} — модуль над коммутативно-асоціативним кільцем {\displaystyle A} з одиницею, {\displaystyle T(M)=\bigoplus _{k=0}^{\infty }T^{k}(M)}, де {\displaystyle T^{k}(M)=M\otimes \cdots \otimes M}, — тензорна алгебра модуля {\displaystyle M}. Введемо також ідеал {\displaystyle I(V)\subseteq T(V)} виду
{\displaystyle I(M):=\mathrm {span} \left\{v\otimes w-w\otimes v{\Big |}\;v,w\in V\right\}}.
Симетричною алгеброю модуля {\displaystyle M} називається алгебра {\displaystyle S(M)=T(M)/I(M)}.

## Властивості
- Симетрична алгебра є комутативною і асоціативною {\displaystyle A}-алгеброю з одиницею.
- Симетрична алгебра є градуйованою:

{\displaystyle S(M)=\bigoplus _{k=0}^{\infty }S^{k}(M)}.
де {\displaystyle S^{k}(M)=T^{k}(M)/I(M)\cap T^{k}(M)}.
Зокрема {\displaystyle S^{0}(M)=A,\;S^{1}(M)=M}. Модуль {\displaystyle S^{k}(M)} називається k-им симетричним степенем модуля {\displaystyle M}.
- Якщо {\displaystyle M} — вільний модуль із скінченним базисом {\displaystyle x_{1},\ldots ,x_{n}}, то відповідність {\displaystyle x_{i}\to X_{i}} продовжується до ізоморфізму алгебри {\displaystyle S(M)} і алгебри многочленів {\displaystyle A[X_{1},\ldots ,X_{n}]}. Таким чином симетричну алгебра є узагальненням алгебри многочленів
- Для будь-якого гомоморфізму A- модулів {\displaystyle f:M\to N} k-ий тензорний степінь {\displaystyle T^{k}(f):T^{k}(M)\to T^{k}(N)} індукує гомоморфізм {\displaystyle S^{k}(f):S^{k}(M)\to S^{k}(N)} (k-ий симетричний степінь гомоморфізму {\displaystyle f}). Ці гомоморфізми разом задають гомоморфізм A-алгебр {\displaystyle S(f):S(M)\to S(N)}. Відповідності {\displaystyle f\to S^{k}(f)} і {\displaystyle f\to S^{k}(f)} є відповідно коваріантними функторами з категорії {\displaystyle A}-модулів в себе і в категорію А-алгебр.
- Для будь-яких двох A-модулів М і N існує природний ізоморфізм {\displaystyle S(M\oplus N)\cong S(M)\otimes \cong S(M)}.
- Якщо {\displaystyle V} — векторний простір над полем {\displaystyle \mathbb {K} } характеристики 0, то симетрична алгебра {\displaystyle S(V)} є ізоморфною алгебрі симетричних контраваріантних тензорів {\displaystyle T^{S}} (тобто алгебрі полілінійних відображень {\displaystyle P:\underbrace {V\otimes \cdots \otimes V} \rightarrow \mathbb {K} }) на {\displaystyle V} разом з операцією симетричного множення:

Якщо {\displaystyle P\in T_{k}^{S},Q\in T_{l}^{S}} — два контраваріантні тензори відповідних порядків то їх симетричний добуток {\displaystyle PQ\in T_{k+l}^{S}} за означенням задається як
{\displaystyle (PQ)(v_{1},\ldots ,v_{k+l})={\frac {1}{(k+l)!}}\sum _{\sigma \in S_{k+l}}P(v_{\sigma (1)},\ldots .v_{\sigma (k)})Q(v_{\sigma (k+1)},\ldots ,v_{\sigma (k+l)})}
- Якщо {\displaystyle V} — векторний простір розмірності n, то розмірність k-ого симетричного степеня рівна

{\displaystyle \operatorname {dim} (S^{k}(V))={\binom {n+k-1}{k}}}.
Як наслідок розмірність усієї симетричної алгебри є нескінченною, на відміну від випадку зовнішньої алгебри.
- Симетрична алгебра на векторному просторі є вільним об'єктом категорії комутативних асоціативних алгебр з одиницею.